# Anurapteryx abbreviata
Anurapteryx abbreviata är en fjärilsart som beskrevs av J. Peter Maassen 1890. Anurapteryx abbreviata ingår i släktet Anurapteryx och familjen Sematuridae. Inga underarter finns listade i Catalogue of Life.